# Emberfeletti ember
Az emberfeletti ember (esetleg emberen túli ember) Friedrich Nietzsche filozófiájának egyik kulcsfogalma, a német Übermensch kifejezés fordítása, mely Nietzsche ún. második alkotói periódusának egyik terméke. Részletesen az Imigyen szóla Zarathustra című művében kerül kifejtésre. A mű ugyan a harmadik alkotói korszakához tartozik, de előzményeit tekintve az Übermensch fogalmának elemei már korábban megfogalmazódtak Nietzschében a kultúra és a görögség kapcsán (a bázeli egyetemen Jacob Burckhardt művészettörténész és művészetteoretikus is befolyásolta ebben az irányban). 
Az emberfeletti ember nem tévesztendő össze a felsőbbrendű emberrel, "Übermensch". Az első a 'hatalom akarásának' terméke, önnön lényegének és elmúlásának akarója. Nem életunt rezignáltságában, és nem is öngyilkossági szándékkal, de aktívan. Azt szeretné, ha őt egy nálánál jobb követné. A felsőbbrendű ember ellenben a "ressentiment", neheztelés terméke. Nem 'aktív' még csak nem is reaktív, tétlen és tehetetlen ezért gyűlöl, és a gyűlölt kisebbrendűségének kikiáltása által érzi magát felsőbbrendűnek. 
Az Übermensch, mint a jövő filozófiájának hordozója és a múlt embereszményeinek tévedéseit kiküszöbölő új embertípus, egy olyan emberideált testesít meg, amely egyaránt viseli magán az arisztokratikus jegyeket (Nietzsche nem a történelmi arisztokráciát értette ez alatt, hanem 
a szellemi kiváltság és az ízlésbeli különbségek elsőbbségét) és az ezzel járó nehézségeket (Nietzsche ugyanis a kiválóságot mindig egyfajta áldozatnak tekintette, amit az ember maga hoz meg önként).
A németországi náci párt többek között ezen elmélet alapján tartotta a "német fajt" felsőbbrendűnek.